# Auxence Ickonga
Auxence Ickonga (Distrito de Makoua, 28 de julio de 1937-Brazzaville, 22 de diciembre de 1989) fue un abogado, diplomático y político congoleño, que se desempeñó como Ministro de Agricultura y de Relaciones Exteriores de la República Popular del Congo.

## Biografía
Nació en julio de 1937, en la población de Lango, en el Distrito de Makoua (Actual Departamento de Cuvette), en la entonces África Ecuatorial Francesa. Hijo de Aurélien Ickonga y Catherine Ingoba, era sobrino del también político y diplomático Charles Assemekang. Estudió en la escuela secundaria Mbounda (En Dolisie), para después pasar al Centro de Preparación para la Carrera Administrativa en Brazzaville, donde estudió Leyes, y al Institut des Hautes Etudes d'Outre-mer en París.
De regreso a su país, fue sucesivamente nombrado como Subprefecto de Dolisie, prefecto de Nkéni, dirigida administrativamente desde Gamboma, y prefecto del Departamento de Sangha. Posteriormente, en 1962, se convirtió en Jefe de Gabinete del Ministro del Interior y luego en Jefe de Gabinete del Ministro de Relaciones Exteriores. Durante el mismo período, fue nombrado Director de la Oficina del Secretario General de las Naciones Unidas bajo la dirección de Diallo Telli, para luego ser nombrado Director de Personal de la misma institución.
En noviembre de 1966 fue designado como Embajador en Egipto, entonces bajo el nombre de República Árabe Unida, y concurrentemente en Líbano, puesto que ocupó hasta 1969. Ese año pasó a ser Ministro de Agricultura, encargado de Equipamiento y Agua, en el gabinete de Marien Ngouabi. En 1970 pasó de la cartera de Agricultura a la de Relaciones Exteriores, en reemplazo de su tío Charles Assemekang. Después, en 1972 fue nombrado Embajador en Francia, concurrentemente ante la Unesco, hasta 1975, cuando fue suspendido por sospecharse de su participación en una conspiración supuestamente urdida por el Gobierno de Bélgica contra el gobierno de Ngouabi. Tras resolversen las acusaciones, pasó a ser Embajador en el Reino Unido.
Fue miembro del Partido Congoleño del Trabajo, así como de su comité central. En 1977 pasó a ser director general de la empresa estatal de energía, Hydro-Congo, y en 1985 fue elegido como director general de la aerolínea Air Afrique, impulsado por el presidente Denis Sassou-Nguesso. Renunció en agosto de 1989, lo que precipitó la salida de la República del Congo de la aerolínea, y fue designado Contralor General de la República del Congo.
Falleció en Brazzaville en diciembre de 1989, en misteriosas circunstancias. Durante la Conferencia Nacional, se acusó al Presidente Sassou-Nguesso de estar detrás de su asesinato, pero no se logró comprobar nada. Fue condecorado con la Orden del Mérito Congoleño.
Tras su muerte, se creó una fundación con su nombre y una avenida en Brazzaville también lo lleva en su honor.